# Sara Dögg Ásgeirsdóttir
Sara Dögg Ásgeirsdóttir (née le 6 décembre 1976) est une actrice islandaise.

## Filmographie
- 2000 : Myrkrahöfðinginn (is) (Witchcraft) : Thurildur
- 2004 : Kaldaljós (sv) (Cold Light) : Anna
- 2006 : Börn (Children)
- 2007 : Næturvaktin (The Night Shift) (mini-série) : Erna la surveillante (3 épisodes)
- 2010 : Réttur (en) (série télévisée) : Helena
- 2012 : Afhjupunin (court métrage) : Kristin
- 2007-2012 : Pressa (is) (The Press) (série télévisée) : Lára (18 épisodes)
- 2017 : Ég man þig (I Remember You) : Dagný
- 2017 : Stella Blómkvist (mini-série) : Dagbjört
- 2018 : Pity the Lovers : Anna
- 2019 : Un jour si blanc (Hvítur, hvítur dagur) : la femme de Ingimundur

## Récompenses
- 2013 : Edda Award de la meilleure actrice